# Нётер, Эмми
Ама́лия Э́мми Нётер (нем. Amalie Emmy Noether; 1882—1935) — немецкий математик, наиболее известна своим вкладом в абстрактную алгебру и теоретическую физику. Павел Александров, Альберт Эйнштейн, Жан Дьёдонне, Герман Вейль и Норберт Винер считали её величайшей женщиной в истории математики. В качестве одного из величайших математиков двадцатого века она коренным образом изменила теорию колец, полей и алгебр. В физике теорема Нётер впервые открыла связь между симметрией в природе и законами сохранения.
Нётер родилась в еврейской семье во франконском городе Эрланген. Её родители, математик Макс Нётер и Ида Амалия Кауфман, происходили из состоятельных купеческих семейств. У Нётер было три брата: Альфред, Роберт и Фриц (Фриц Максимилианович Нётер) — немецкий и советский математик.
Первоначально Эмми планировала преподавать английский и французский языки после сдачи соответствующих экзаменов, но вместо этого начала изучать математику в Университете Эрлангена, где читал лекции её отец. После защиты в 1907 году диссертации, написанной под руководством Пауля Гордана, она работала в математическом институте Университета Эрлангена бесплатно на протяжении семи лет (в то время для женщины было практически невозможно занять академическую должность).
В 1915 году Нётер переехала в Гёттинген, где знаменитые математики Давид Гильберт и Феликс Клейн продолжали работы по теории относительности, и знания Нётер в области теории инвариантов были им нужны. Гильберт пытался сделать Нётер приват-доцентом Гёттингенского университета, но все его попытки провалились из-за предрассудков профессуры, в основном в области философских наук. Нётер тем не менее, не занимая никакой должности, часто читала лекции за Гильберта. Лишь по окончании Первой мировой войны она смогла стать приват-доцентом — в 1919 году, затем внештатным профессором (1922).
Нётер придерживалась социал-демократических взглядов. На протяжении 10 лет жизни она сотрудничала с математиками СССР; в 1928/1929 учебном году она приезжала в СССР и читала лекции в Московском университете, где она оказала влияние на Л. С. Понтрягина и особенно на П. С. Александрова, до этого часто бывавшего в Гёттингене.
Нётер являлась одним из ведущих сотрудников отдела математики в Гёттингенском университете, её учеников иногда называют «мальчиками Нётер». В 1924 году голландский математик Бартель Ван-дер-Варден присоединился к её кругу и скоро стал ведущим излагателем идей Нётер: её работа была основой для второго тома его известного учебника 1931 года «Современная алгебра». Ко времени выступления Нётер на пленарном заседании Международного конгресса математиков в Цюрихе в 1932 году её тонкое алгебраическое чутьё было признано во всём мире. Совместно со своим учеником Эмилем Артином, она получает премию Аккермана-Тёбнера за достижения в математике.
После прихода нацистов к власти в 1933 году евреев отстранили от преподавания в университете, и Нётер пришлось эмигрировать в США, где она стала преподавателем женского колледжа в Брин-Море (Пенсильвания).
Математические труды Нётер делят на три периода. В первый период (1908—1919) она развивала теорию инвариантов и числовых полей. Её теорема о дифференциальных инвариантах в вариационном исчислении, теорема Нётер, была названа «одной из самых важных математических теорем, используемых в современной физике». Во втором периоде (1920—1926) она взялась за работу, которая «изменила лицо [абстрактной] алгебры». В своей классической работе Idealtheorie in Ringbereichen («Теория идеалов в кольцах», 1921) Нётер разработала теорию идеалов коммутативных колец, пригодную для широкого спектра приложений. Она нашла изящный способ использования условия обрыва возрастающих цепей, и объекты, удовлетворяющие этому условию, называют нётеровыми в её честь. Третий период (1927—1935) отмечен её публикациями по некоммутативной алгебре и гиперкомплексным числам, Нётер объединила теорию представлений групп с теорией модулей и идеалов. Помимо её собственных публикаций, Нётер щедро делилась своими идеями с другими математиками. Некоторые из этих идей были далеки от основных направлений исследований Нётер, например, в области алгебраической топологии.

## Происхождение и личная жизнь
Вершиной всего услышанного мною в это лето в Гёттингене были лекции Эмми Нётер по общей теории идеалов… Конечно, самое начало теории заложил Дедекинд, но только самое начало: теория идеалов во всём богатстве её идей и фактов, теория, оказавшая такое огромное влияние на современную математику, есть создание Эмми Нётер. Я могу об этом судить, потому что я знаю и работу Дедекинда, и основные работы Нётер по теории идеалов.

Лекции Нётер увлекли и меня, и Урысона. Блестящими по форме они не были, но богатством своего содержания они покоряли нас. С Эмми Нётер мы постоянно виделись в непринуждённой обстановке и очень много с ней говорили, как на темы теории идеалов, так и на темы наших работ, сразу же её заинтересовавших.

Наше знакомство, живо завязавшееся этим летом, очень углубилось следующим летом, а затем, после смерти Урысона, перешло в ту глубокую математическую и личную дружбу, которая существовала между Эмми Нётер и мною до конца её жизни. Последним проявлением этой дружбы с моей стороны была речь памяти Эмми Нётер на собрании Московской международной топологической конференции в августе 1935 года.
Отец Эмми, Макс Нётер (1844—1921), происходил из состоятельной еврейской семьи оптовых торговцев оборудованием из Мангейма — его дед Элиас Самуэль основал семейную торговую фирму в Брухзале в 1797 году. В возрасте 14 лет из-за полиомиелита он был парализован. В дальнейшем к нему вернулась дееспособность, но одна нога осталась неподвижной. В 1868 году Макс Нётер, после семи лет в основном самостоятельного обучения, получил докторскую степень в университете Гейдельберга. Обосновался Макс Нётер в баварском городе Эрланген, где он повстречал и женился на Иде Амалии Кауфман (1852—1915), дочери состоятельного еврейског купца из Кёльна Маркуса Кауфмана. Идя по стопам Альфреда Клебша, Макс Нётер основной вклад внёс в развитие алгебраической геометрии. Наиболее известные из результатов его работы — это теорема Брилла—Нётера и теорема AF + BG.
Эмми Нётер родилась 23 марта 1882 года, она была старшей из четырёх детей. Вопреки распространённому мнению, «Эмми» — это не сокращённый вариант имени Амалия, а второе имя Нётер. Имя «Амалия» было ей дано в честь её матери и бабушки по отцовской линии Амалии (Мальхен) Вюрцбургер (1812—1872); но уже достаточно рано девочка отдала предпочтение второму имени, хотя в официальных документах она фигурирует как Амалия Эмми или Эмми Амалия. Эмми была очаровательным ребёнком, отличалась умом и дружелюбием. У Нётер была близорукость, и в детстве она немного шепелявила. Годы спустя друг семьи рассказал историю о том, как юная Нётер на детском празднике с лёгкостью нашла решение головоломке, проявив логическую хватку в таком раннем возрасте[уточнить]. В детстве Нётер посещала уроки игры на фортепьяно, в то время как большинство юных девушек обучались готовке и уборке. Но она не испытывала страсти к этому виду деятельности, зато любила танцевать.
У Нётер было три младших брата. Старший, Альфред, родился в 1883 году, и получил в 1909 году степень доктора в области химии университета Эрлангена. Спустя 9 лет он умер. Фриц Нётер, родившийся в 1884 году, после обучения в Мюнхене добился успеха в прикладной математике. 8 сентября 1941 года был расстрелян под Орлом. Младший брат, Густав Роберт, родился в 1889 году, о его жизни очень мало известно; он страдал от хронической болезни и умер в 1928 году.
Личная жизнь Нётер не сложилась. Непризнание, изгнание, одиночество на чужбине, казалось бы, должны были испортить её характер. Тем не менее она почти всегда выглядела спокойной и доброжелательной. Герман Вейль писал, что даже счастливой.

## Обучение и преподавание

### Университет Эрлангена
Нётер с лёгкостью давалось изучение французского и английского языков. Весной 1900 года она сдала экзамен для преподавателей на знание этих языков и получила общую оценку «очень хорошо». Полученная Нётер квалификация давала ей возможность преподавать языки в школах для девушек, но она предпочла учиться дальше в университете Эрлангена.
Это было неблагоразумное решение. Двумя годами раньше Учёный совет университета объявил, что введение совместного обучения «разрушит академические устои». В университете из 986 студентов училось всего две девушки, одной из которых была Нётер. При этом ей можно было только посещать лекции без права сдачи экзаменов, вдобавок ей нужно было разрешение тех профессоров, чьи лекции она хотела посещать. Несмотря на эти препятствия, 14 июля 1903 года она сдала выпускной экзамен в Нюрнбергской реальной гимназии.
Во время зимнего семестра 1903—1904 Нётер училась в университете Гёттингена, посещала лекции астронома Карла Шварцшильда и математиков Германа Минковского, Отто Блюменталя, Феликса Клейна, и Давида Гильберта. В скором времени ограничения на обучение женщин в этом университете были отменены.
Нётер вернулась в Эрланген и официально восстановилась в университете 24 октября 1904 года. Она объявила о своём желании заниматься исключительно математикой. Под руководством Пауля Гордана к 1907 году Нётер написала диссертацию о построении полной системы инвариантов тернарных биквадратичных форм. Хотя работа была хорошо принята, Нётер позже назвала её «хламом».
Последующие семь лет (1908—1915) она преподавала в Математическом институте университета Эрлангена бесплатно, иногда подменяя своего отца, когда его самочувствие не давало возможности читать лекции.
Гордан ушёл в отставку весной 1910 года, но продолжал иногда преподавать вместе со своим преемником Эрхардом Шмидтом, который вскоре после этого переехал работать во Вроцлав. Гордан окончательно закончил преподавательскую деятельность в 1911 году, с прибытием на его место Эрнста Фишера, а в декабре 1912 года его не стало.
Согласно Герману Вейлю, Фишер оказал важное влияние на Нётер, в частности, познакомив её с работами Давида Гильберта. С 1913 по 1916 год Нётер опубликовала несколько статей, обобщающих и использующих методы Гильберта для изучения таких математических объектов, как поля рациональных функций и инварианты конечных групп. Этот период знаменует начало её работы в абстрактной алгебре — области математики, в которой она будет делать революционные открытия.
Нётер и Фишер получали истинное удовольствие от математики и часто обсуждали лекции после их завершения. Известно, что Нётер посылала Фишеру открытки, по которым видно, как продолжает работать её математическая мысль.

### Университет Гёттингена
Весной 1915 года Нётер получила приглашение вернуться в университет Гёттингена от Давида Гильберта и Феликса Клейна. Однако их желание было блокировано филологами и историками с философского факультета, которые считали, что женщина не может быть приват-доцентом. Один из преподавателей выразил протест: «Что подумают наши солдаты, когда они вернутся в университет и обнаружат, что они должны учиться у ног женщины?» Гильберт ответил с негодованием, заявив «Не понимаю, почему пол кандидата служит доводом против избрания её приват-доцентом. Ведь здесь университет, а не мужская баня!».
Нётер уехала в Гёттинген в конце апреля; две недели спустя в Эрлангене скоропостижно умерла её мать. Ранее она обращалась к врачам по поводу глаз, но природа болезни и её связь со смертью остались неизвестны. Примерно в то же время отец Нётер вышел в отставку, а её брат поступил на службу в армию Германии для участия в Первой мировой войне. Нётер вернулась в Эрланген на несколько недель, чтобы ухаживать за своим стареющим отцом.
В первые годы преподавания в Гёттингене Нётер не получала платы за работу и не имела официальной должности; её семья оплачивала проживание и питание и этим давала возможность работать в университете. Считалось, что читаемые ею лекции были лекциями Гильберта, а Нётер выступала в роли его ассистента.
Вскоре после прибытия в Гёттинген Нётер продемонстрировала свои способности, доказав теорему, известную теперь как теорема Нётер, связывающую некоторый закон сохранения с каждой дифференцируемой симметрией физической системы. Американские физики Леон М. Ледерман и Кристофер Т. Хилл пишут в своей книге «Симметрия и прекрасная Вселенная» о том, что теорема Нётер является «безусловно, одной из самых важных математических теорем, используемых в современной физике, возможно, она находится на одном уровне с теоремой Пифагора».
На смену Первой мировой войне пришла революция в Германии 1918—1919 годов, которая внесла значительные изменения в социальные отношения, в том числе расширив права женщин. В 1919 году в университете Гёттингена Нётер было позволено пройти процедуру хабилитации с целью получения постоянной должности. Устный экзамен для Нётер был проведён в конце мая, и в июне она успешно защитила свою докторскую диссертацию.
Три года спустя Нётер получила письмо от прусского министра науки, искусства и народного образования, в котором говорилось о присвоении ей титула профессора с ограниченными внутренними административными правами и функциями. Хотя важность её работы была признана, Нётер всё ещё продолжала работать бесплатно. Год спустя положение изменилось, и она была назначена на должность Lehrbeauftragte für Algebra («лектора по алгебре»).

### Основополагающие труды в области абстрактной алгебры
Хотя теорема Нётер оказала глубокое влияние на физику, математики, в первую очередь, помнят её за огромный вклад в общую алгебру. В предисловии к сборнику статей Нётер Натан Джекобсон пишет, что «развитие общей алгебры, которая стала одним из самых примечательных новшеств математики двадцатого века, в значительной степени заслуга Нётер — её опубликованных статей, её лекций, её личного влияния на современников».
Новаторскую работу по алгебре Нётер начала в 1920 году, опубликовав совместную со Шмайдлером статью, в которой они определили левые и правые идеалы колец. В следующем году она опубликовала статью под названием Idealtheorie in Ringbereichen («Теория идеалов в кольцах»), анализируя условие обрыва возрастающих цепей идеалов. Алгебраист Ирвинг Капланский назвал эту работу «революционной». После издания статьи появилось понятие «нётерова кольца» и некоторые другие математические объекты стали носить название «нётеровых».
В 1924 году молодой голландский математик Бартель ван дер Варден прибыл в университет Гёттингена. Он сразу же приступил к совместной работе с Нётер. Ван дер Варден позже сказал, что её оригинальность была «абсолютно вне конкуренции». В 1931 году он опубликовал учебник «Современная алгебра»; при написании второго тома своего учебника он много заимствовал из работ Нётер. Хотя Нётер не искала признания своих заслуг, в седьмом издании ван дер Варден добавил примечание о том, что его книга «частично основана на лекциях Э. Артина и Э. Нётер». Известно, что многие идеи Нётер были впервые опубликованы её коллегами и студентами. Герман Вейль писал:

Значительная часть того, что составляет содержание второго тома «Современной алгебры» (Теперь просто «Алгебры») ван дер Вардена, должна принадлежать Эмми Нётер.
Визит ван дер Вардена был одним из большого числа визитов математиков со всего мира в Гёттинген, который стал главным центром математических и физических исследований. С 1926 по 1930 год русский тополог Павел Сергеевич Александров читал лекции в университете; он и Нётер быстро стали добрыми друзьями. Она попыталась получить для него место профессора в Гёттингене, но смогла лишь договориться о том, чтобы ему выплачивали стипендию Фонда Рокфеллера. Они регулярно встречались и наслаждались дискуссиями о связях алгебры и топологии. В 1935 году в речи, посвящённой памяти учёной, Александров назвал Эмми Нётер «величайшей женщиной-математиком всех времён».

### Лекции и студенты
В Гёттингене Нётер подготовила более десятка аспирантов; её первой выпускницей была Грета Герман, которая защитила диссертацию в феврале 1925 года. Позже она почтительно назвала Нётер «мама-диссертации». Нётер также руководила работами Макса Дьюринга, Ханса Фиттинга и Цзэна Чинг Цзе. Она также тесно сотрудничала с Вольфгангом Круллем, который внёс большой вклад в развитие коммутативной алгебры, доказав теорему о главных идеалах и разработав теорию размерности коммутативных колец.
В дополнение к её математической проницательности, Нётер уважали за внимание к окружающим. Хотя она иногда действовала грубо по отношению к тем, кто был не согласен с ней, тем не менее, она была любезна и терпелива по отношению к новым студентам. За её стремление к математической точности один из коллег назвал Нётер «строгим критиком». Вместе с тем, в ней уживалось и заботливое отношение к людям. Позже коллега описал её так: «Совершенно не эгоистичная и не тщеславная, она не делала ничего для себя, выше всего она ставила работы своих учеников».
Её скромный образ жизни сначала был связан с тем, что её работа не оплачивалась. Однако даже после того, как университет начал выплачивать ей небольшую зарплату в 1923 году, она продолжала вести простой и скромный образ жизни. Позже она стала получать более щедрое вознаграждение за свою работу, но откладывала половину своей зарплаты, чтобы потом завещать её племяннику, Готфриду Э. Нётеру.
Нётер не сильно заботилась о своём внешнем виде и манерах, биографы предполагают, что она была полностью сосредоточена на науке. Выдающийся алгебраист Ольга Тодд описала обед, во время которого Нётер, будучи полностью погружена в обсуждение математики, «отчаянно жестикулировала, постоянно проливая еду и вытирая её платьем с невозмутимым видом».
Согласно некрологу ван дер Вардена Нётер не следовала плану урока на своих лекциях, что расстраивало некоторых студентов. Вместо этого она использовала время лекций для спонтанных обсуждений со студентами, чтобы продумать и прояснить важные проблемы, лежащие на переднем крае математики. Некоторые из самых важных результатов её работы были получены в ходе этих лекций, а конспекты лекций её студентов сформировали основу для учебников ван дер Вардена и Дьюринга. Известно, что Нётер прочитала в Гёттингене как минимум пять семестровых курсов:
- Зима 1924/25: «Теория групп и гиперкомплексные числа»,
- Зима 1927/28: «Гиперкомплексные величины и теория представлений»,
- Лето 1928 года: «Некоммутативная алгебра»,
- Лето 1929 года: «Некоммутативная арифметика»,
- Зима 1929/30: «Алгебра гиперкомплексных величин».

Эти курсы часто предшествовали основным публикациям по этим областям.
Нётер говорила быстро, что требовало большой концентрации внимания у студентов. Студенты, не любившие её стиль, часто чувствовали себя отчуждёнными. Некоторые ученики подмечали, что она слишком склонна к спонтанным дискуссиям. Самые преданные ученики, однако, восхищались энтузиазмом, с которым она преподносила математику, в особенности, когда её лекции строились на проделанной ранее вместе с этими учениками работе.
Нётер доказывала преданность и предмету, и своим ученикам тем, что продолжала ими заниматься после лекций. Однажды, когда здание университета было закрыто по случаю государственного праздника, она собрала студентов на крыльце, провела их через лес и прочитала лекцию в местном кафе. После прихода к власти национал-социалистического правительства в 1933 году Нётер была уволена из университета. Она приглашала студентов в свой дом, чтобы обсудить планы и вопросы математики.

### Москва
Зимой 1928—29 года Нётер приняла приглашение поработать в Московском государственном университете, где она продолжила работу с Павлом Сергеевичем Александровым. Помимо проведения исследований, Нётер преподавала абстрактную алгебру и алгебраическую геометрию. Она также работала со Львом Семёновичем Понтрягиным и Николаем Григорьевичем Чеботарёвым, которые позже отдали ей должное за вклад в развитие теории Галуа.
Политика не занимала центральное место в жизни Нётер, но она проявила большой интерес к революции 1917 года. Она считала, что приход к власти большевиков способствовал развитию математики в Советском Союзе. Её отношение к СССР привело к проблемам в Германии: впоследствии она была выселена из здания пансионата, после того как лидеры студентов заявили, что они не желают жить под одной крышей с «марксистски настроенной еврейкой».
Нётер планировала вернуться в Москву, где она получала поддержку от Александрова. После её отъезда из Германии в 1933 году он попытался получить для неё кафедру в МГУ. Хотя эти усилия оказались безуспешными, Нётер и Александров переписывались по поводу возможности её переезда в Москву. В это же время её брат Фриц после потери работы в Германии получил должность в Научно-исследовательском институте математики и механики в Томске.

### Признание
В 1932 году Нётер, совместно со своим учеником Эмилем Артином, получила премию Аккермана—Тёбнера за достижения в математике. Приз составил в денежном эквиваленте 500 рейхсмарок и является официальным признанием (хотя и с большой задержкой) её значительной работы в этой области. Тем не менее, её коллеги выразили разочарование в связи с тем, что Нётер не была избрана в Академию наук Гёттингена и никогда не была назначена на должность профессора.
Коллеги Нётер отпраздновали её пятидесятый день рождения в 1932 году в стиле, типичном для математиков. Хельмут Хассе посвятил ей статью в журнале Mathematische Annalen, в котором он подтвердил её подозрения, что некоторые аспекты некоммутативной алгебры проще, чем в коммутативной алгебре, доказав некоммутативный закон взаимности. Ей это безмерно понравилось. Он также загадал ей математическую загадку — загадку слогов, которую она сразу же разгадала.
В ноябре того же года Нётер выступила на пленарном заседании Международного конгресса математиков в Цюрихе с докладом о «гиперкомплексных системах и их связях с коммутативной алгеброй». Конгресс посетили 800 человек, в том числе коллеги Нётер Герман Вейль, Эдмунд Ландау и Вольфганг Крулль. На конгрессе было представлено 420 официальных участников и 21 пленарный доклад. Первоочерёдное выступление Нётер с докладом было признанием важности её вклада в математику. Иногда участие в конгрессе 1932 года считают наивысшей точкой в карьере Нётер.

### Изгнание из Гёттингена
После прихода к власти в Германии Гитлера в 1933 году нацистская активность по всей стране резко возросла. В Университете Гёттингена сложился климат, враждебный по отношению к профессорам-евреям. Один молодой протестующий заявил: «Арийские студенты хотят изучать арийскую математику, а не еврейскую».
Одним из первых действий администрации Гитлера было принятие «Закона о восстановлении профессиональной гражданской службы», из-за которого евреи были уволены с постов государственных служащих, если они «не демонстрировали свою лояльность к новой власти в Германии». В апреле 1933 года Нётер получила уведомление от Министерства науки, искусств и образования Пруссии, в котором говорилось о её отстранении от преподавания в Университете Гёттингена. Несколько коллег Нётер, в том числе Макс Борн и Рихард Курант, также были отстранены. Нётер отнеслась к этому решению спокойно. Она сосредоточилась на математике, собирая студентов в своей квартире и обсуждая с ними теорию полей классов. Когда один из её студентов появился в нацистской форме, она не показала вида и, по сообщениям, даже смеялась над этим впоследствии.

### Брин-Мор
Когда десятки оказавшихся безработными профессоров начали искать работу за пределами Германии, их коллеги в США предприняли усилия, чтобы обеспечить им помощь и создать для них рабочие места. Так, например, Альберт Эйнштейн и Герман Вейль получили работу в Институте перспективных исследований в Принстоне. Нётер рассматривала возможность работы в двух образовательных учреждениях: Колледже Брин-Мор в Соединённых Штатах и Сомервилльском колледже при Оксфордском университете в Англии. После серии переговоров с Фондом Рокфеллера Нётер получила грант для работы в Брин-Мор и начала работать там с конца 1933 года.
В Брин-Мор Нётер встретилась и подружилась с Анной Уилер, которая училась в Гёттингене до прибытия туда Нётер. Ещё одним из тех, кто оказывал поддержку Нётер в колледже, был президент Брин-Мор Марион Эдвардс. Нётер проработала с небольшой группой студентов учебник ван дер Вардена «Современная алгебра I» и первые главы «Теории алгебраических чисел» Эриха Гекке.
В 1934 году Нётер начала читать лекции в Институте перспективных исследований в Принстоне. Она также работала с Альбертом Майкельсоном и Гарри Вэндивером. Тем не менее, она заметила о Принстонском университете, что была не очень хорошо принята в этом «мужском университете, где нет ничего женского».
Летом 1934 года Нётер ненадолго вернулась в Германию, чтобы увидеть Эмиля Артина и своего брата Фрица. Хотя многие из её бывших коллег были вынуждены уйти из университетов Германии, она всё ещё имела возможность пользоваться библиотекой на правах «иностранного учёного».

## Смерть
В апреле 1935 года врачи обнаружили у Нётер онкологическое заболевание. В этом же году, в 53 года, вскоре после операции она скончалась.
Один из врачей написал:

Сложно сказать, что произошло с Нётер. Не исключено, что это была форма какой-то необычной и опасной инфекции, которая поразила часть мозга, где находились тепловые центры.
Спустя несколько дней после смерти Нётер её друзья и соратники устроили небольшую поминальную службу в доме президента колледжа Брин-Мор. Герман Вейль и Ричард Брауэр прибыли из Принстона и много говорили с Уилером и Ольгой Тодд о скончавшейся коллеге.
Тело Эмми Нётер было кремировано, а прах похоронен под стенами Библиотеки Кэри Томас в Брин-Море.
Академик П. С. Александров писал:

Если развитие математики сегодняшнего дня несомненно протекает под знаком алгебраизации, проникновения алгебраических понятий и алгебраических методов в самые различные математические теории, то это стало возможным лишь после работ Эмми Нётер.
А. Эйнштейн в заметке на её смерть отнёс Нётер к величайшим творческим гениям математики.

## Вклад в математику и физику
Для математиков прежде всего важны работы Нётер в области абстрактной алгебры и топологии. Физики уделяют большое внимание теореме Нётер. Её работы внесли большой вклад в развитие теоретической физики и теории динамических систем. Нётер проявляла склонность к абстрактному мышлению, которое позволило ей решать проблемы математики новыми и оригинальными способами. Друг и коллега Нётер Герман Вейль разделил её научную работу на три периода:
1. период относительной зависимости, 1907—1919;
2. исследования, сгруппированные вокруг общей теории идеалов, 1920—1926;
3. изучение некоммутативной алгебры и её применение к исследованию коммутативных числовых полей и их арифметики, 1927—1935.

В первый период (1907—1919) Нётер, в первую очередь, работала с дифференциальными и алгебраическими инвариантами. Её математические горизонты расширялись, и работы становились более абстрактными, на это повлияло её знакомство с работами Давида Гильберта.
Второй период (1920—1926) был посвящён разработке математической теории колец.
В третий период (1927—1935) Нётер сосредоточила своё внимание на изучении некоммутативной алгебры, линейных преобразований и числовых полей.

### Исторический контекст
Начиная с 1832 года и до смерти Нётер в 1935 году, область математики, называемая алгеброй, претерпела глубокие изменения. Математики предыдущих столетий работали над практическими методами решения конкретных типов уравнений, например, кубических, а также над связанной с этим задачей построения правильных многоугольников с помощью циркуля и линейки. Начиная с работы Карла Фридриха Гаусса, доказавшего в 1832 году, что простые числа, такие как пять, могут быть разложены в произведение гауссовых целых чисел, введения Эваристом Галуа понятия группы перестановок в 1832 году (по причине смерти, его работы были опубликованы лишь в 1846 году Лиувиллем), открытия кватернионов Уильямом Роуэном Гамильтоном в 1843 году и появления понятия абстрактной группы, предложенного Артуром Кэли в 1854 году, исследования обратились к определению свойств более абстрактных и общих систем. Наиболее важный свой вклад в развитие математики Нётер внесла за счёт развития этой новой области, называемой абстрактной алгеброй.

#### Абстрактная алгебра иbegriffliche Mathematik(концептуальная математика)
Основные объекты абстрактной алгебры — это группы и кольца.
Группа состоит из множества элементов и одной бинарной операции, которая сопоставляет каждой упорядоченной паре элементов этого множества некоторый третий элемент. Операция должна удовлетворять определённым ограничениям — она должна обладать свойством ассоциативности, а также должен существовать нейтральный элемент, и для каждого элемента должен существовать обратный к нему элемент.
Кольцо, аналогично, имеет множество элементов, но теперь на нём определены две операции — сложение и умножение. Кольцо называется коммутативным, если операция умножения коммутативна (обычно также подразумевается её ассоциативность и существование единицы). Кольцо, в котором есть единичный элемент и каждый ненулевой элемент имеет обратный элемент относительно умножения (то есть элемент {\displaystyle x}, такой, что {\displaystyle xa=ax=1}), называют телом. Поле определяется как коммутативное тело.
Группы часто изучают с помощью их представлений. В наиболее общем случае, представление группы {\displaystyle {\ce {G}}} — это произвольное множество с действием группы {\displaystyle {\ce {G}}} на этом множестве. Обычно множество является векторным пространством, а группа представляет симметрии этого пространства. Например, существует группа поворотов пространства относительно некоторой фиксированной точки. Поворот является симметрией пространства, потому что само пространство не изменяется при вращении, даже если положение объектов в нём изменяется. Нётер использовала подобные симметрии в своей работе по инвариантам в физике.
Мощный способ изучения колец — через модули над ними. Модуль над кольцом состоит из множества, как правило отличного от множества элементов кольца и называемого множеством элементов модуля, бинарной операции на множестве элементов модуля, а также операции, которая принимает элемент кольца и элемент модуля и возвращает элемент модуля. Понятие модуля является аналогом понятия представления для случая колец: забывание операции умножения в кольце сопоставляет модулю над этим кольцом представление группы. Реальной пользой от модулей является то, что изучение различных модулей над данным кольцом и их взаимодействий позволяет выявить структуру кольца, которая не видна при рассмотрении самого кольца. Важным частным случаем этой структуры является алгебра. Алгебра состоит из двух колец и операции, которая принимает по одному элементу из каждого кольца и возвращает элемент второго кольца, превращая второе кольцо в модуль над первым. Часто первое кольцо является полем.
Такие слова, как «элемент» и «бинарная операция» носят очень общий характер, и могут быть использованы во многих конкретных и абстрактных ситуациях. Любое множество предметов, которые удовлетворяют всем аксиомам для одной (или двух) определённых на нём операций, является группой (или кольцом), и подчиняется всем теоремам о группах (или кольцах). Целые числа и операции сложения и умножения являются всего лишь одним из примеров. Например, элементами могут быть машинные слова, первой бинарной операцией — «исключающее или», а второй — конъюнкция. Теоремы абстрактной алгебры являются мощными, поскольку они описывают многие системы. Талант Нётер заключался в том, чтобы определить максимальный набор свойств, которые являются следствиями данного набора, и обратно, определить минимальный набор свойств, которые отвечают за конкретные наблюдения. В отличие от большинства математиков, Нётер не получала абстракции путём обобщения известных примеров; скорее, она работала непосредственно с абстракциями. Ван дер Варден вспоминал в некрологе о ней:

Максима, которой следовала Эмми Нётер на протяжении её работы, может быть сформулирована следующим образом: любая взаимосвязь между числами, функциями и операциями становится прозрачной, поддающейся обобщению и продуктивной только после того, как она оказывается отделена от каких-либо конкретных объектов и сведена к общезначимым понятиям.Оригинальный текст (англ.)Any relationships between numbers, functions, and operations become transparent, generally applicable, and fully productive only after they have been isolated from their particular objects and been formulated as universally valid concepts.
Это чисто концептуальная математика (begriffliche Mathematik), характерная для Нётер. Это направление было принято и другими математиками, особенно теми, кто тогда занимался изучением абстрактной алгебры.

##### Целые числа и кольца
Целые числа образуют коммутативное кольцо относительно операций сложения и умножения. Любая пара целых чисел может быть сложена или перемножена, в результате чего получается некоторое третье число. Операция сложения является коммутативной, то есть для любых элементов {\displaystyle a} и {\displaystyle b} в кольце {\displaystyle a+b=b+a}. Вторая операция, умножение, также коммутативна, но это справедливо не для всех колец. Примерами некоммутативных колец являются матрицы и кватернионы. Целые числа не образуют тело, потому что операция умножения целых чисел не всегда допускает обращение — например, не существует такого целого числа {\displaystyle a}, что {\displaystyle 3\cdot a=1}.
Целые числа имеют дополнительные свойства, которые не распространяются на все коммутативные кольца. Важным примером является Основная теорема арифметики, которая говорит, что любое положительное целое число можно разложить в произведение простых чисел, причём единственным образом. Такое разложение не всегда существует для колец, но Нётер доказала теорему о существовании и единственности факторизации идеалов для многих колец, которую теперь называют теоремой Ласкера — Нётер. Значительная часть работы Нётер заключалась в определении свойств, справедливых для всех колец, в нахождении аналогов теорем про целые числа, а также в нахождении минимального набора предположений, достаточных для того, чтобы вывести из них определённые свойства.

### Первый период (1908—1919)

#### Теория алгебраических инвариантов
Бо́льшая часть работы Эмми Нётер в первый период её научной карьеры была связана с теорией инвариантов, главным образом с теорией алгебраических инвариантов. Теория инвариантов изучает выражения, которые остаются неизменными (инвариантными) относительно некоторой группы преобразований. Пример из повседневной жизни: если вращать металлическую линейку, то координаты её концов {\displaystyle (x_{1},y_{1},z_{1})} и {\displaystyle (x_{2},y_{2},z_{2})} изменяются, но длина, определяемая по формуле {\displaystyle L^{2}=\Delta x^{2}+\Delta y^{2}+\Delta z^{2}}, остаётся неизменной. Теория инвариантов была активной областью исследований в конце XIX века, толчком к чему послужило выступление Феликса Клейна, так называемая Эрлангенская программа, в соответствии с которой различные геометрии должны характеризоваться существующими в них инвариантами преобразований, например, такими как двойное отношение в проективной геометрии. Классическим примером инварианта является дискриминант {\displaystyle B^{2}-4AC} бинарной квадратичной формы {\displaystyle Ax^{2}+Bxy+Cy^{2}}. Дискриминант называется инвариантом, потому что он не меняется при линейных подстановках {\displaystyle x\rightarrow ax+by} , {\displaystyle y\rightarrow cx+dy} с определителем {\displaystyle ad-bc=1}. Эти подстановки образуют специальную линейную группу {\displaystyle SL_{2}}. Более общо, можно рассматривать инварианты однородных многочленов {\displaystyle A_{0}x^{r}y^{0}+...+A_{r}x^{0}y^{r}} более высокой степени, являющиеся многочленами от коэффициентами {\displaystyle A_{0},...,A_{r}}. И ещё более общо, можно рассматривать однородные многочлены с более чем двумя переменными.
Одна из главных задач теории алгебраических инвариантов состояла в том, чтобы решить «проблему конечного базиса». Сумма или произведение любых двух инвариантов — это инвариант, и в проблеме конечного базиса спрашивается, можно ли получить все инварианты, начиная с конечного списка инвариантов, называемых генераторами, при помощи применения к ним операций сложения и умножения. Например, дискриминант даёт конечный (состоящий из одного элемента) базис инвариантов бинарных квадратичных форм. Пауль Гордан, научный руководитель Нётер, был известен как «король теории инвариантов», и его главный вклад в математику заключался в решении проблемы конечного базиса для инвариантов однородных многочленов от двух переменных. Он доказал это, предложив конструктивный способ нахождения всех инвариантов и их генераторов, но он не мог использовать этот подход для инвариантов с тремя или более переменными. В 1890 году Давид Гильберт доказал похожее утверждение для инвариантов однородных многочленов от любого числа переменных. Кроме того, его метод работал не только для специальной линейной группы, но и для некоторых её подгрупп, таких как специальная ортогональная группа. Его первое доказательство не давало никакого способа построения генераторов, но в более поздних работах он сделал свой метод более конструктивным. В своей диссертации Нетёр распространила вычислительное доказательство Гордана на однородные многочлены от трёх и более переменных. Конструктивный подход Нетёр позволил изучать соотношения между инвариантами. Впоследствии, когда она обратилась к более абстрактным методам, Нётер называла свою диссертацию Mist («хлам») и Formelngestrüpp («джунгли из уравнений»).

#### Теория Галуа
Теория Галуа изучает преобразования числовых полей, которые переставляют корни некоторого уравнения. Рассмотрим многочлен от переменной {\displaystyle x} степени {\displaystyle n}, коэффициенты которого принадлежат некоторому основному полю — например, полю вещественных чисел, рациональных чисел или вычетов по модулю 7. Может существовать значение переменной х из этого поля, которое обращает многочлен в ноль. Такие значения, если они существуют, называются корнями. Например, многочлен {\displaystyle x^{2}+1} не имеет корней в поле действительных чисел, потому что любое значение {\displaystyle x} делает многочлен бо́льшим или равным единице. Однако, если поле расширяется, то любой многочлен может начать иметь корни, и если поле расширено достаточно, то он будет иметь {\displaystyle n} корней. Продолжая предыдущий пример, если поле будет расширено до комплексных чисел, то многочлен приобретёт два корня, {\displaystyle i} и {\displaystyle -i}, где {\displaystyle i} — мнимая единица, то есть, {\displaystyle i^{2}=-1}.
Группа Галуа многочлена — это совокупность всех преобразований его поля разложения, сохраняющих основное поле. Группа Галуа многочлена {\displaystyle x^{2}+1} состоит из двух элементов: тождественного отображения, которое переводит каждое комплексное число в себя, и комплексного сопряжения, которое переводит {\displaystyle i} в {\displaystyle -i}. Так как группа Галуа сохраняет основное поле, коэффициенты многочлена остаются без изменений, поэтому и множество его корней не изменяется. Однако корень этого многочлена может перейти в другой его корень, поэтому преобразование определяет перестановку {\displaystyle n} корней между собой. Значимость группы Галуа вытекает из основной теоремы теории Галуа, которая говорит, что поля, лежащие между основным полем и полем разложения, находятся во взаимно-однозначном соответствии с подгруппами группы Галуа.
В 1918 году Нётер опубликовала плодотворную статью об обратной задаче теории Галуа. Вместо определения группы Галуа для данного поля и его расширения, Нётер задалась вопросом, всегда ли можно найти такое расширение данного поля, которое имеет данную группу в качестве группы Галуа. Она показала, что эта проблема сводится к так называемой «проблеме Нётер»: верно ли, что поле элементов, неподвижных относительно подгруппы {\displaystyle {\ce {G}}} группы {\displaystyle S_{n}}, действующей на поле {\displaystyle k(x_{1},...,x_{n})}, всегда является чисто трансцендентным расширением поля {\displaystyle k}. (Она впервые говорит об этой проблеме в статье 1913 года, приписывая её своему коллеге Фишеру.) Нётер показала, что данное утверждение верно для {\displaystyle n=2}, {\displaystyle 3} или {\displaystyle 4}. В 1969 году Р. Суон нашёл контрпример к задаче Нётер, в котором {\displaystyle n=47}, а {\displaystyle {\ce {G}}} — циклическая группа порядка 47 (хотя эта группа может быть реализована как группа Галуа над полем рациональных чисел другими способами). Обратная задача теории Галуа остаётся нерешённой.

#### Физика
Нётер прибыла в Гёттинген в 1915 году по просьбе Давида Гильберта и Феликса Клейна, которые были заинтересованы в получении её знаний в области теории инвариантов, с целью помочь им в понимании общей теории относительности — геометрической теории гравитации, разработанной, по большей мере, Альбертом Эйнштейном. Гильберт заметил, что закон сохранения энергии, по-видимому, нарушается в общей теории относительности, в связи с тем, что гравитационная энергия может сама по себе служить источником гравитации. Нётер нашла разрешение этого парадокса, используя первую теорему Нётер, доказанную ей в 1915, но не опубликованную до 1918 года. Она решила не только эту проблему в общей теории относительности, но также определила сохраняющиеся величины для каждой системы физических законов, обладающих некоторой непрерывной симметрией.
Получив её работу, Эйнштейн написал Гильберту:

Вчера я получил очень интересную статью госпожи Нётер о построении инвариантов. На меня производит впечатление то, что такие вещи можно рассматривать со столь общей точки зрения. Старой гвардии в Гёттингене не повредило бы, если бы её послали на обучение к госпоже Нётер. Похоже, она хорошо знает свое дело.
— Kimberling, 1981, p. 13
Для иллюстрации, если физическая система ведёт себя одинаково независимо от того, как она ориентирована в пространстве, то физические законы, которые управляют ей, являются симметричными относительно вращений; из этой симметрии, согласно теореме Нётер, следует, что вращательный момент системы должен быть постоянным. Физическая система сама по себе может не быть симметричной; зазубренные астероиды, вращаясь в пространстве, сохраняют кинетический момент, несмотря на их асимметрию. Скорее, симметрия физических законов, регулирующих систему, отвечает за Законы сохранения. В качестве другого примера, если физический эксперимент имеет один и тот же результат в любом месте и в любое время, то его законы симметричны относительно непрерывных сдвигов в пространстве и во времени; по теореме Нётер, из наличия этих симметрий следуют закон сохранения импульса и энергии в пределах этой системы, соответственно. Теорема Нётер стала одним из основных инструментов современной теоретической физики благодаря теоретическому пониманию законов сохранения, которое она даёт, а также как практический инструмент расчётов.

### Второй период (1920—1926)
Хотя результаты первого периода работы Нётер были впечатляющими, её известность как математика опирается в большей степени на работу, которую она проделала во время второго и третьего периодов, как отмечали Герман Вейль и Бартель Варден в своих некрологах о ней.
В это время она не просто применяла идеи и методы прежних математиков, а разрабатывала новые системы математических определений, которые будут использоваться в будущем. В частности, она разработала совершенно новую теорию идеалов в кольцах, обобщив более раннюю работу Дедекинда. Она также славится разработкой условия обрыва возрастающих цепей — простого условия конечности, используя которое она смогла получить весомые результаты. Такие условия и теория идеалов позволили Нётер обобщить многие прошлые результаты и взглянуть по-новому на старые проблемы, такие как теория исключения и алгебраические многообразия, изучавшиеся её отцом.

#### Возрастающие и убывающие цепи
В этот период своей работы Нётер прославилась своим ловким использованием условий обрыва возрастающих и убывающих цепей. Последовательность непустых подмножеств A1, A2, A3 … множества S, называется возрастающей, при условии, что каждое из них является подмножеством следующего
{\displaystyle A_{1}\subset A_{2}\subset A_{3}\subset \cdots .}
И наоборот, последовательность подмножеств S называется убывающей, если каждое из них содержит следующее подмножество:
{\displaystyle A_{1}\supset A_{2}\supset A_{3}\supset \cdots .}
Последовательность стабилизируется после конечного числа шагов, если существует такое n, что {\displaystyle A_{n}=A_{m}} для всех m ≥ n. Совокупность подмножеств заданного множества удовлетворяет условию обрыва возрастающих цепей, если любая возрастающая последовательность становится постоянной после конечного числа шагов. Если любая убывающая последовательность становится постоянной после конечного числа шагов, то совокупность подмножеств удовлетворяет условию обрыва убывающих цепей.
Условия обрыва возрастающих и убывающих цепей являются общими — в том смысле, что они могут применяться для многих типов математических объектов — и на первый взгляд кажутся не очень мощным инструментом. Нётер показала, как можно использовать такие условия с максимальной пользой: например, как использовать их, чтобы показать, что каждый набор подобъектов имеет максимальный или минимальный элемент, или что сложный объект может быть построен из меньшего числа порождающих элементов. Эти выводы часто являются важнейшими шагами в доказательствах.
Многие типы объектов в абстрактной алгебре могут удовлетворять условиям обрыва цепей, и, как правило, если они удовлетворяют условию обрыва возрастающих цепей, то их называют нётеровыми. По определению, нётерово кольцо удовлетворяет условию обрыва возрастающих цепей идеалов. Нётерова группа определяется как группа, в которой каждая строго возрастающая цепочка подгрупп конечна. Нётеров модуль — модуль, в котором каждая возрастающая последовательность подмодулей становится постоянной после конечного числа шагов. Нётерово пространство — топологическое пространство, в котором каждая возрастающая последовательность открытых пространств становится постоянной после конечного числа шагов; это определение делает спектр нётерова кольца нётеровым топологическим пространством.
Условия обрыва цепей часто «наследуются» подобъектами. Например, все подпространства нётерового пространства нётеровы; все подгруппы и факторгруппы нётеровой группы также нётеровы; то же самое верно для подмодулей и фактормодулей нётерового модуля. Все факторкольца нётерового кольца нётеровы, но это не обязательно верно для подколец. Условия обрыва цепей также могут быть унаследованы комбинациями или расширениями нётерового объекта. Например, конечные прямые суммы нётеровых колец нётеровы, как и кольцо формальных степенных рядов над нётеровым кольцом.
Другое применение условий обрыва цепей — нётерова индукция, являющаяся обобщением математической индукции. Нётерова индукция часто используется для сведения утверждения о совокупности объектов к утверждению о конкретных объектах из этой совокупности. Предположим, что S является частично упорядоченным множеством. Одним из способов доказательства утверждения об объектах из S является предположение о существовании контрпримера и получение противоречия. Основной предпосылкой для нётеровой индукции является то, что каждое непустое подмножество S содержит минимальный элемент; в частности, множество всех контрпримеров содержит минимальный элемент. Тогда для того, чтобы доказать первоначальное заявление, достаточно доказать то, что для любого контрпримера есть меньший контрпример.

#### Коммутативные кольца, идеалы и модули
В статье Нётер «Теория идеалов в кольцах» 1921 года были разработаны основания общей теории коммутативных колец и дано одно из первых общих определений коммутативного кольца. Ранее, многие результаты коммутативной алгебры ограничивались частными примерами коммутативных колец, такими как кольца многочленов над полем или кольца целых алгебраических чисел. Нётер доказала, что в кольце, идеалы которого удовлетворяют условию обрыва возрастающих цепей, каждый идеал конечно порождён. В 1943 году французский математик Клод Шевалле ввёл термин «нётерово кольцо», чтобы описать это свойство. Главным результатом в статье Нётер 1921 года является теорема Ласкера — Нётер, которая обобщает теорему Ласкера о примарном разложении идеалов в кольцах многочленов. Теорему Ласкера — Нётер можно рассматривать как обобщение основной теоремы арифметики, которая гласит, что любое целое положительное число можно представить в виде произведения простых чисел, и что это представление единственно.
Работа Нётер об абстрактном построении теории идеалов в алгебраических числовых полях (1927 год) характеризует кольца, в которых идеалы имеют однозначное разложение на простые идеалы, как дедекиндовы кольца — нётеровы целозамкнутые кольца размерности 0 или 1. Эта статья также содержит то, что в настоящее время называется теоремами об изоморфизме, которые описывают некоторые фундаментальные естественные изоморфизмы, а также некоторые другие результаты для нётеровых и артиновых модулей.

#### Теория исключения
В 1923—1924 Нётер применила свою теорию идеалов к теории исключения — в формулировке, которую она приписала своему студенту, Курту Хенцельту — показав, что фундаментальные теоремы о разложении многочленов могут быть обобщены напрямую. Традиционно, теория исключения рассматривает исключение одной или большего количества переменных из системы полиномиальных уравнений, обычно методом результантов. Для иллюстрации, система уравнений часто может записана в виде «произведение матрицы M (не содержащей переменную x) на вектор-столбец v (компоненты которого зависят от x) равно нулевому вектору». Следовательно, детерминант матрицы M должен быть нулём, что позволяет получить новое уравнение, не зависящее от переменной x.

#### Теория инвариантов конечных групп
Методы Гильберта были неконструктивным решением проблемы конечного базиса и не могли быть использованы для получения количественной информации об алгебраических инвариантах, и, кроме того, они были применимы не ко всем действиям групп. В своей статье 1915 года Нётер нашла решение проблемы конечного базиса для конечной группы G, действующей на конечномерном векторном пространстве над полем нулевой характеристики. Её решение показывает, что кольцо инвариантов порождается однородными инвариантами, степени которых не превосходят порядок группы; это называется границей Нётер. В её статье приводятся два доказательства существования границы Нётер, оба из которых также работают в том случае, когда характеристика основного поля взаимно проста с  (факториалом порядка группы G). Число генераторов не обязательно оценивается порядком группы в случае, когда характеристика поля делит |G|, но Нётер не смогла определить, применима ли эта оценка в случае, когда характеристика поля делит , но не . В 2000 году Мартин Флейшман, а в 2001 году — Брайан Фогарти доказали, что граница Нётер имеет место и в этом случае.
В своей работе 1926 года Нётер распространила теорему Гильберта на случай, когда характеристика поля делит порядок группы. Эта теорема была впоследствии распространена на случай произвольной редуктивной группы с доказательством Уильяма Хабоша гипотезы Мамфорда. В этой работе Нётер также доказала лемму Нётер о нормализации, в которой говорится, что конечно порождённая область целостности A над полем k содержит набор алгебраически независимых элементов x1, …, x1, ... , xn, таких, что A является целой над k[x1, ... , xn].

#### Вклад в топологию
Герман Вейль и П. С. Александров в своих некрологах отмечают, что вклад Нётер в топологию иллюстрирует ту щедрость, с которой она делилась идеями, а также то, как её догадки могли преобразовывать целые области математики. В топологии математики изучают свойства объектов, остающиеся неизменными при деформации, как, например, связность пространства. В шутку говорят, что тополог не может отличить бублик от кружки, так как их можно непрерывно продеформировать друг в друга.
Нётер приписывают авторство фундаментальных идей, способствовших развитию алгебраической топологии, а именно, идеи групп гомологий. Летом 1926 года и 1927 года Нётер слушала топологические курсы Хопфа и Александрова, где она «постоянно делала замечания, часто глубокие и тонкие». Александров писал:

Когда она впервые познакомилась на наших лекциях с систематическим построением комбинаторной топологии, она сейчас же заметила, что целесообразно рассматривать непосредственно группы алгебраических комплексов и циклов данного полиедра, а группе циклов — подгруппу циклов, гомологичных нулю; вместо обычного определения чисел Бетти она предложила сразу же определить группу Бетти как дополнительную группу (факторгруппу) группы всех циклов по подгруппе циклов, гомологичных нулю. Это замечание кажется теперь само собой разумеющимся. Но в те годы (1925-28), это была совершенно новая точка зрения […]
— П. С. Александров
Сделанное Нётер предложение, что топология должна изучаться алгебраическими методами, было немедленно принято Хопфом, Александровым и другими математиками, и стало частой темой обсуждения среди математиков Гёттингена. Нётер заметила, что систематическое использование понятия группы Бетти делает доказательство общей формулы Эйлера — Пуанкаре простым и прозрачным, и работа Хопфа на эту тему «носит на себе печать этих замечаний Эмми Нётер».

### Третий период (1927—1935)

#### Гиперкомплексные числа и теория представлений
Большая работа в области гиперкомплексных чисел и представлений групп была сделана в XIX и начале XX веков, но оставалась разнородной. Нётер объединила все эти результаты и создала первую общую теорию представлений групп и алгебр. Вкратце, Нётер объединила структурную теорию ассоциативных алгебр и теорию представлений групп в одной арифметической теории модулей и идеалов в кольцах, удовлетворяющих условию обрыва возрастающих цепей. Эта работа Нётер имела принципиальное значение для развития современной алгебры.

#### Некоммутативная алгебра
Нётер также была ответственна за ряд других достижений в области алгебры. С Эмилем Артином, Ричардом Брауэром и Хельмутом Хассе она создала теорию центральных простых алгебр.
В своей статье Нётер, Гельмут Хассе и Ричард Брауэр рассматривали алгебры с делением. Они доказали две важные теоремы: теорему о том, что если конечная центральная алгебра с делением над числовым полем расщепляется на местах повсюду, то она расщепляется глобально (и поэтому тривиальна), и следующую из неё «основную теорему»: каждая конечномерная центральная алгебра с делением над полем алгебраических чисел F расщепляется над циклическим круговым расширением. Эти теоремы позволяют классифицировать все конечномерные алгебры с делением над заданным числовым полем.

## Оценка и признание
Работы Нётер по-прежнему актуальны для развития теоретической физики и математики. Она является одним из величайших математиков двадцатого века. В своём некрологе голландский математик Бартель ван дер Варден написал, что математическое своеобразие Нётер было «абсолютно вне конкуренции», а Герман Вейль говорил, что Нётер «изменила облик алгебры своей работой». При жизни и до сегодняшнего дня многие считают Нётер величайшей женщиной-математиком в истории, среди них Павел Александров, Герман Вейль и Жан Дьёдонне.
2 января 1935 года, за несколько месяцев до её смерти, математик Норберт Винер писал, что

Мисс Нётер — это […] величайшая женщина-математик среди когда-либо живших […] и учёный, находящаяся, как минимум, на одном уровне с мадам Кюри.Оригинальный текст (англ.)Miss Noether is... the greatest woman mathematician who has ever lived; and the greatest woman scientist of any sort now living, and a scholar at least on the plane of Madame Curie.
На Всемирной выставке 1964 года, посвящённой современной математике, Нётер была единственной представительницей женщин среди значимых математиков современного мира.
Нётер была удостоена нескольких мемориалов:
- Ассоциация женщин-математиков учредила ежегодную Нётеровскую лекцию в честь женщин-математиков; Ассоциация характеризует Нётер как «одного из великих математиков своего времени; Нётер работала и боролась за то, что она любила и во что верила»[134].
- Математический и физический департаменты университета Зигена расположены в «кампусе имени Эмми Нётер»[135].
- Немецкий исследовательский фонд «Немецкое исследовательское общество» учредил стипендию имени Эмми Нётер, обеспечивающую финансирование перспективных молодых учёных для их дальнейших научно-исследовательских и учебных практик[136].
- Улица в родном городе Нётер Эрлангене названа её именем и именем её отца — Макса Нётера.
- Средняя школа в Эрлангене была переименована в «Школу имени Эмми Нётер»[131].
- Институт теоретической физики (Канада) ежегодно награждает премией Эмми Нётер выдающихся женщин — физиков-теоретиков. Территория института является домом для Совета Эмми Нётер[137].
- В 1970 г. Международный астрономический союз присвоил имя Эмми Нётер кратеру на обратной стороне Луны.

## Список докторантов
| Ветвление решений нелинейных дифференциальных уравнений§ |

| Совокупность кубических и квадратных уравнений с влиянием любой области рациональности |

| Вопрос о конечном числе шагов в теории идеалов многочленов с применением помощью теоремы Курта Гензельта§ |

| Отношения между идеалами различных колец§ |

| Об обобщённой концепции группы§ |

| К теории первичных колец§ |

| Идеальная теоретическая интерпретация представления произвольных натуральных чисел через квадратичные формы§ |

| О вполне приводимых кольцах и подкольцах§ |

| Об арифметической теории алгебраических функций§ |

| О теории автоморфизмов кольца абелевых групп и их аналогах для некоммутативных групп§ |

| Теорема Римана — Роха и дзета-функция гиперкомплексных чисел§ |

| Алгебры над полями функций§ |

| О некоторых соотношениях между арифметикой гиперкомплексных числовых систем и полей алгебраических чисел§ |

| Не являющиеся полями Галуа разложения простых систем§ |

| Применение р-адической теории в некоммутативной алгебре§ |

## Одноимённые математические темы
| - Нётеровость - Нётерово кольцо - Нётеров модуль - Нётерово пространство | - Нётерова индукция - Лемма Нётер о нормализации - Задача Нётер | - Теорема Нётер - Вторая теорема Нётер - Теорема Ласкера — Нётер - Теорема Сколема—Нётер |

## Основные труды
- Noether, Emmy (1908), Über die Bildung des Formensystems der ternären biquadratischen Form [On Complete Systems of Invariants for Ternary Biquadratic Forms], Journal für die reine und angewandte Mathematik (нем.), 134, DE: Uni Göttingen: 23–90 and two tables, doi:10.1515/crll.1908.134.23, Архивировано из оригинала 8 марта 2013, Дата обращения: 19 ноября 2015.
- ——— (1913), Rationale Funktionenkörper [Rational Function Fields], J. Ber. D. DMV (нем.), 22, DE: Uni Göttingen: 316–19, Архивировано из оригинала 8 марта 2013, Дата обращения: 19 ноября 2015
- ——— (1915), Der Endlichkeitssatz der Invarianten endlicher Gruppen [The Finiteness Theorem for Invariants of Finite Groups] (PDF), Mathematische Annalen (нем.), 77, DE: Digizeitschriften: 89–92, doi:10.1007/BF01456821, Архивировано (PDF) 21 августа 2020
- ——— (1918), Gleichungen mit vorgeschriebener Gruppe [Equations with Prescribed Group], Mathematische Annalen (нем.), 78: 221–29, doi:10.1007/BF01457099, Архивировано из оригинала 3 сентября 2014, Дата обращения: 19 ноября 2015.
- ——— (1918b), Invariante Variationsprobleme [Invariant Variation Problems], Nachr. D. König. Gesellsch. D. Wiss. (нем.), 1918, Göttingen: Math-phys. Klasse: 235–257. English translation by M. A. Tavel (1918), arXiv:physics/0503066.
- ——— (1921), Idealtheorie in Ringbereichen [The Theory of Ideals in Ring Domains], Mathematische Annalen (нем.), 83 (1), Metapress, doi:10.1007/bf01464225, ISSN 0025-5831, Архивировано из оригинала (PDF) 3 сентября 2014, Дата обращения: 19 ноября 2015.
- ——— (1923), Zur Theorie der Polynomideale und Resultanten (PDF), Mathematische Annalen (нем.), 88, DE: Digizeitschriften: 53–79, doi:10.1007/BF01448441, Архивировано (PDF) 22 августа 2020.
- ——— (1923b), Eliminationstheorie und allgemeine Idealtheorie (PDF), Mathematische Annalen (нем.), 90 (3–4), DE: Digizeitschriften: 229–61, doi:10.1007/BF01455443, Архивировано (PDF) 20 августа 2020.
- ——— (1924), Eliminationstheorie und Idealtheorie, Jahresbericht der Deutschen Mathematiker-Vereinigung (нем.), 33, DE: Uni Göttingen: 116–20, Архивировано из оригинала 8 марта 2013, Дата обращения: 19 ноября 2015.
- ——— (1926), Der Endlichkeitsatz der Invarianten endlicher linearer Gruppen der Charakteristik p [Proof of the Finiteness of the Invariants of Finite Linear Groups of Characteristic p], Nachr. Ges. Wiss (нем.), DE: Uni Göttingen: 28–35, Архивировано из оригинала 8 марта 2013, Дата обращения: 19 ноября 2015.
- ——— (1926b), Ableitung der Elementarteilertheorie aus der Gruppentheorie [Derivation of the Theory of Elementary Divisor from Group Theory], Jahresbericht der Deutschen Mathematiker-Vereinigung (нем.), 34 (Abt. 2), DE: Digizeitschriften: 104, Архивировано из оригинала 8 марта 2013, Дата обращения: 19 ноября 2015.
- ——— (1927), Abstrakter Aufbau der Idealtheorie in algebraischen Zahl- und Funktionenkörpern [Abstract Structure of the Theory of Ideals in Algebraic Number Fields], Mathematische Annalen (нем.), 96 (1): 26–61, doi:10.1007/BF01209152, Архивировано из оригинала (PDF) 3 сентября 2014, Дата обращения: 19 ноября 2015.
- Brauer, Richard; Noether, Emmy (1927), Über minimale Zerfällungskörper irreduzibler Darstellungen [On the Minimum Splitting Fields of Irreducible Representations], Sitz. Ber. D. Preuss. Akad. D. Wiss. (нем.): 221–28.
- Noether, Emmy (1929), Hyperkomplexe Größen und Darstellungstheorie [Hypercomplex Quantities and the Theory of Representations], Mathematische Annalen (нем.), 30: 641–92, doi:10.1007/BF01187794, Архивировано из оригинала 29 марта 2016, Дата обращения: 19 ноября 2015.
- Brauer, Richard; Hasse, Helmut; Noether, Emmy (1932), Beweis eines Hauptsatzes in der Theorie der Algebren [Proof of a Main Theorem in the Theory of Algebras], Journal für Math. (нем.), 167, DE: Uni Göttingen: 399–404, Архивировано 8 марта 2013.
- Noether, Emmy (1933), Nichtkommutative Algebren [Noncommutative Algebras], Mathematische Zeitschrift (нем.), 37: 514–41, doi:10.1007/BF01474591.
- ——— (1983), Jacobson, Nathan (ed.), Gesammelte Abhandlungen [Collected papers] (нем.), Berlin, New York: Springer-Verlag, pp. viii, 777, ISBN 3-540-11504-8, MR 0703862